# Боровский, Лев Севастьянович
Лев Севастья́нович Боро́вский (пол. Leon Borowski; 1784—1846) — польский филолог, историк и теоретик литературы; ординарный профессор красноречия и поэзии Виленского университета.

## Биография
Родился 27 мая (7 июня) 1784 года в Пинском повете Берестейского воеводства Великого княжества Литовского (с 1793 года — Пинский уезд Минской губернии).
Окончил гимназию в Поставах и в 1801 году прибыл в Вильно и, покровительствуемый ректором Главной виленской школы Мартином Почобутом, получил должность в канцелярии школы и дозволение слушать лекции. В 1803 году окончил курс со степенью кандидата философских наук. В 1805 году был назначен бухгалтером при канцелярии университета.
В 1807 году получил назначение учителем красноречия и поэзии, а также греческого и латинского языков в Свислочскую гимназию (по другим сведениям — в Гродненскую гимназию), а в 1811 году (по другим сведениям — в 1812 году) переведён в Виленскую гимназию.
С 1814 года, после смерти профессора Эузебиуша Словацкого — преподаватель по теории поэзии и красноречию Виленского университета. Степень магистра философии получил два года спустя, в 1816 году. С 1821 года — экстраординарный, а с 1823 года — ординарный профессор Виленского университета до его закрытия в 1832 году. На семинарах первым начал учить анализировать литературу. Был блестящим лектором. Оказал большое влияние на Адама Мицкевича. Лекции Боровского слушали также Симонас Даукантас и Симонас Станявичюс.
Состоял членом Общества шубравцев (бездельников). В 1818 году — член виленской ложи «Усердного литвина», в 1819 — секретарь ложи «Усердного литвина реформированного».
В 1833—1842 годах — профессор практической и теоретической гомилетики в Виленской римско-католической духовной академии. Преподавал в ней также польскую словесность.
Состоял также с 6 июля 1823 года членом Виленского цензурного комитета. После реорганизации цензурного ведомства был цензором с 15 февраля 1829 года по 24 февраля 1839 года.

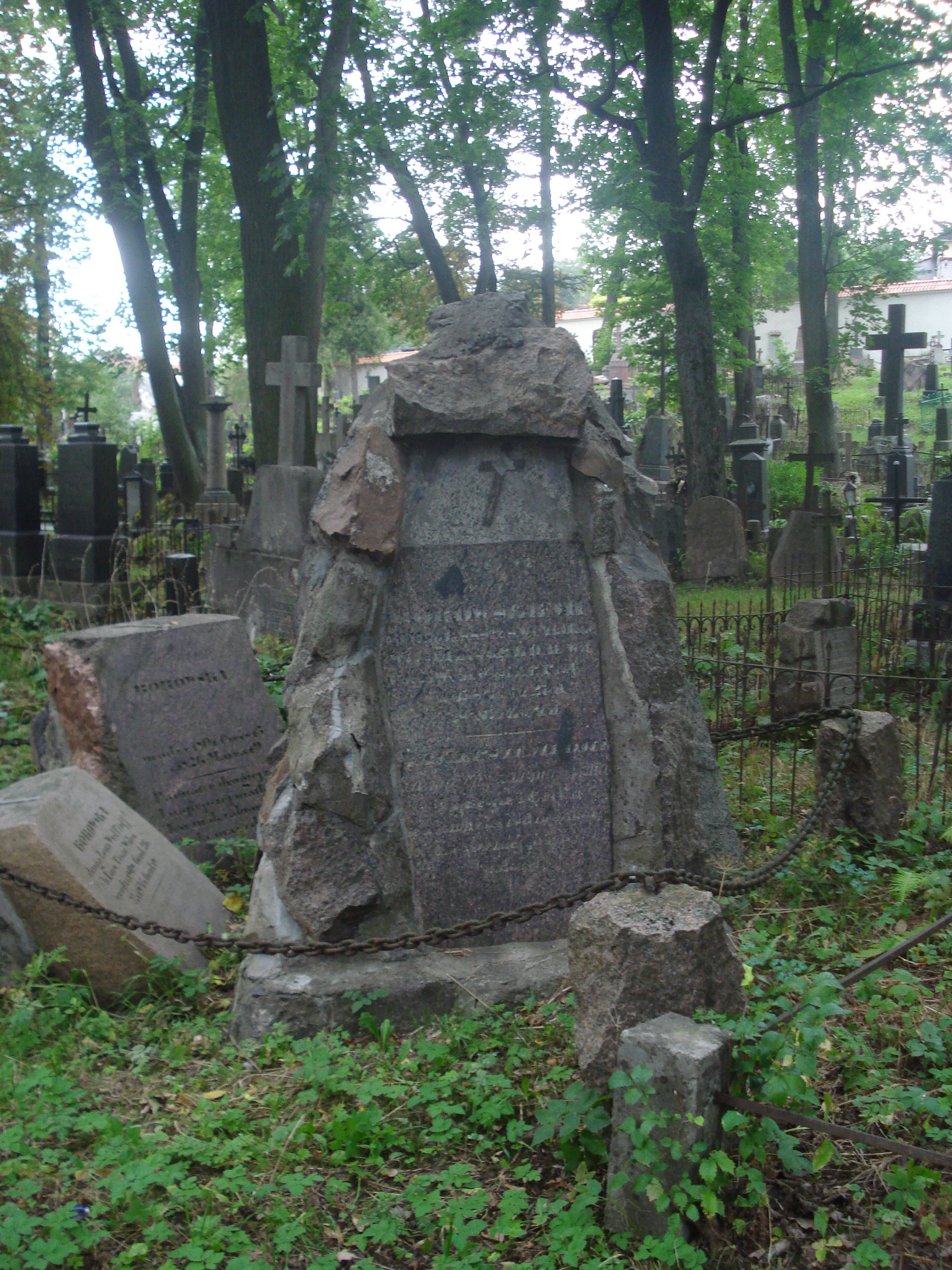
Могила Боровского

В 1842 году вышел в отставку с чином статского советника.
В рукописи остался «Дон Кихот» Сервантеса, в переводе на польский язык.
Умер в Вильно 4 (16) апреля 1846 года. Похоронен на Бернардинском кладбище. На тыльной стороне надгробия в виде скалы в 1900 году была помещена табличка с текстом на польском языке, в котором Боровский назван первым, кто распознал в Мицкевиче национального гения, и тем, кто сформировал самых выдающихся польских поэтов и прозаиков XIX века. Памятник украшен также стихотворной эпитафией Марии Конопницкой.

## Литературная деятельность
Воспитанный на литературных вкусах XVIII века, Боровский относится к основоположникам романтизма в польской литературе; пробовал его согласовывать с классицизмом. Леон Боровский выдавался знакомством с произведениями классических литератур. Переводил с латыни, французского, английского языков на польский язык. Среди его переводов — комедии Мольера «Скупой» и «Женщины философы», фрагменты произведений Шекспира, Мильтона, Байрона. После него остался в рукописи перевод «Дон Кихота» с испанского оригинала. Издал поэму «Монахомахия» Игнатия Красицкого со своими учёными комментариями.
В 1815—1826 годах сотрудник журнала «Дзенник Виленский» („Dziennik Wileński“), где первоначально публиковался один из его главных трудов „Uwagi nad poezją i wymową pod względem ich podobieństwa i różnicy“ («Замечания о поэзии и риторики с точки зрения их сходства и различия». Автор ряда работ по педагогике, биографии Эузебиуша Словацкого, сочинений „Uwagi nad poezją i wymową“ (1820); „Retoryka“ (1824); „O poznawaniu zdolności umysłowych w młodzieży“ (1826).